# Maximilian Steiner (Skispringer)
Maximilian Steiner (* 4. Mai 1996) ist ein österreichischer Skispringer.

## Werdegang
Maximilian Steiner startet für den WSV Bad Ischl-NTS-Oberösterreich. Am 14. und 15. Juli 2012 debütierte er in Villach im FIS-Cup und erreichte dort die Plätze 40 und 41. Seine nächste Wettbewerbsteilnahme erfolgte im Rahmen des Alpencups in Planica im Jänner 2013, wo er die Plätze 32 und 36 belegte. Seit jener Saison folgten regelmäßig weitere Teilnahmen in beiden Wettbewerbsserien, wobei er bis heute drei Wettbewerbe im FIS-Cup sowie einen Wettbewerb im Alpencup gewinnen konnte.
Am 30. und 31. Jänner 2016 debütierte Steiner in Bischofshofen im Continental Cup und erreichte dort die Plätze 41 und 37, woraufhin in der Saison 2016/17 häufiger Starts im Continental Cup erfolgten. Bisher gewann er zwei Mal einen Wettbewerb im Continental Cup; in Frenstat, Tschechische Republik am 20. August 2017, sowie in Engelberg, Schweiz am 28. Dezember 2020.
Anfang Jänner 2016 wurde Steiner neben fünf weiteren Nachwuchsspringern in die nationale Gruppe Österreichs für die Wettbewerbe in Innsbruck und Bischofshofen im Rahmen der Vierschanzentournee 2016/17 nominiert. Als 51. in der Qualifikation konnte er sich jedoch nur knapp nicht für den Wettbewerb in Innsbruck qualifizieren; beim Wettbewerb in Bischofshofen ging er zugunsten anderer Athleten nicht an den Start.
Insgesamt startete Steiner 10 Mal beim Skisprung-Weltcup, wobei sein bestes Ergebnis der 23. Platz in Nizhny Tagil, Russland am 5. Dezember 2020, sowie in Willingen, Deutschland am 29. Jänner 2022 war.
Steiner wohnt derzeit in Ebensee und studiert Jura an der Paris-Lodron-Universität Salzburg.

## Erfolge

### Continental-Cup-Siege im Einzel
| Nr. | Datum             | Ort                    | Typ           |
| --- | ----------------- | ---------------------- | ------------- |
| 1.  | 20. August 2017   | Frenštát pod Radhoštěm | Normalschanze |
| 2.  | 28. Dezember 2020 | Schweiz                | Großschanze   |

## Statistik

### Weltcup-Platzierungen
| Saison  | Platz | Punkte |
| ------- | ----- | ------ |
| 2021/22 | 66.   | 08     |

### Grand-Prix-Platzierungen
| Saison | Platz | Punkte |
| ------ | ----- | ------ |
| 2018   | 56.   | 023    |
| 2021   | 35.   | 057    |
| 2021   | 36.   | 042    |

### Continental-Cup-Platzierungen
| Saison  | Sommer | Sommer | Winter | Winter | Gesamt | Gesamt |
| Saison  | Platz  | Punkte | Platz  | Punkte | Platz  | Punkte |
| ------- | ------ | ------ | ------ | ------ | ------ | ------ |
| 2016/17 | 15.    | 204    | 10.    | 525    | 07.    | 729    |
| 2017/18 | 12.    | 193    | 74.    | 041    | 42.    | 234    |
| 2018/19 | 32.    | 090    | 31.    | 197    | 33.    | 287    |
| 2019/20 | 84.    | 026    | 55.    | 065    | 70.    | 091    |
| 2020/21 | /      | 0/     | 5.     | 0413   | 7.     | 0473   |
| 2021/22 | 29.    | 0112   | 33.    | 0195   | 35.    | 0307   |